# St. Thomas (Remnatsried)

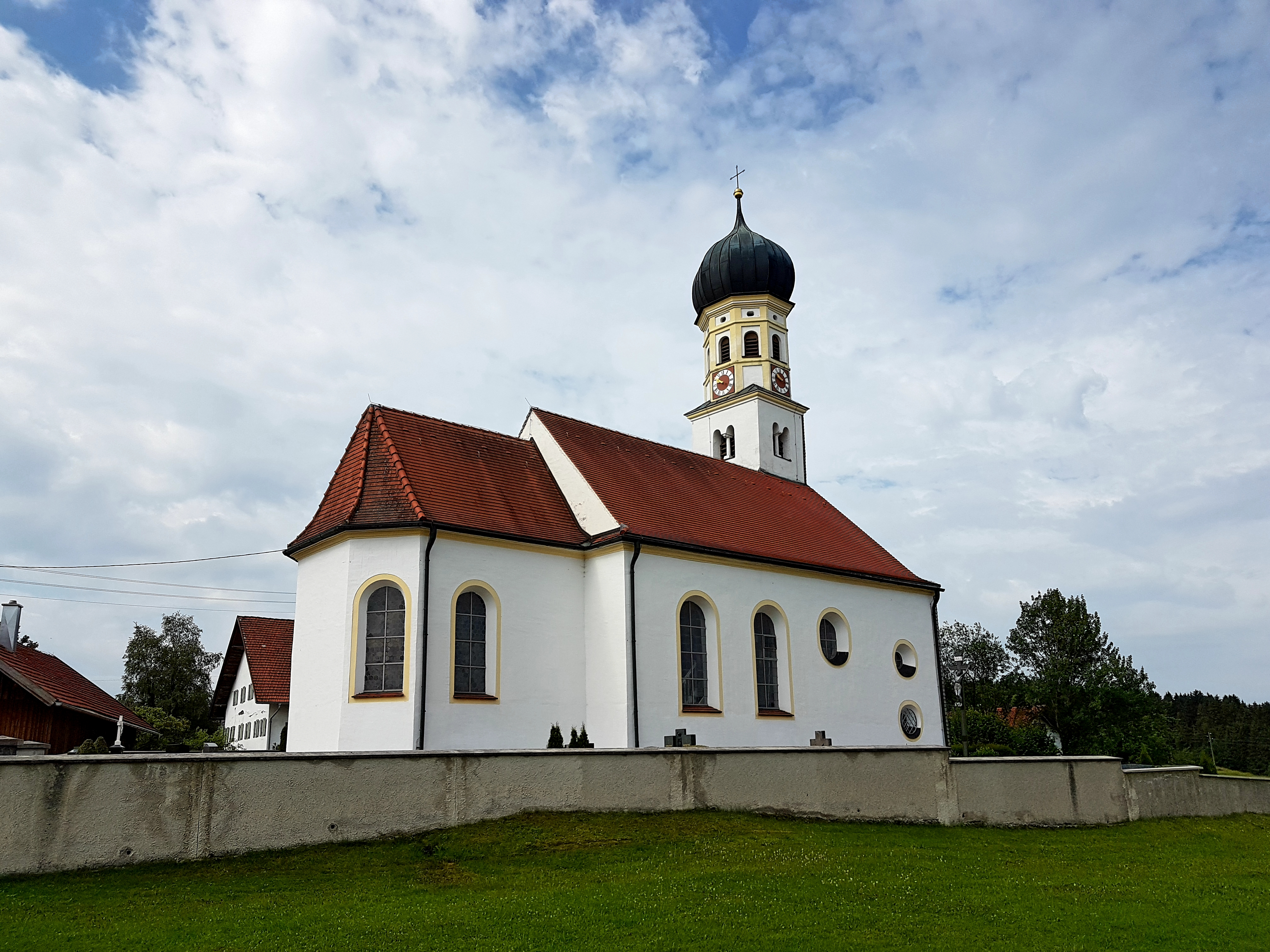
St. Thomas in Remnatsried

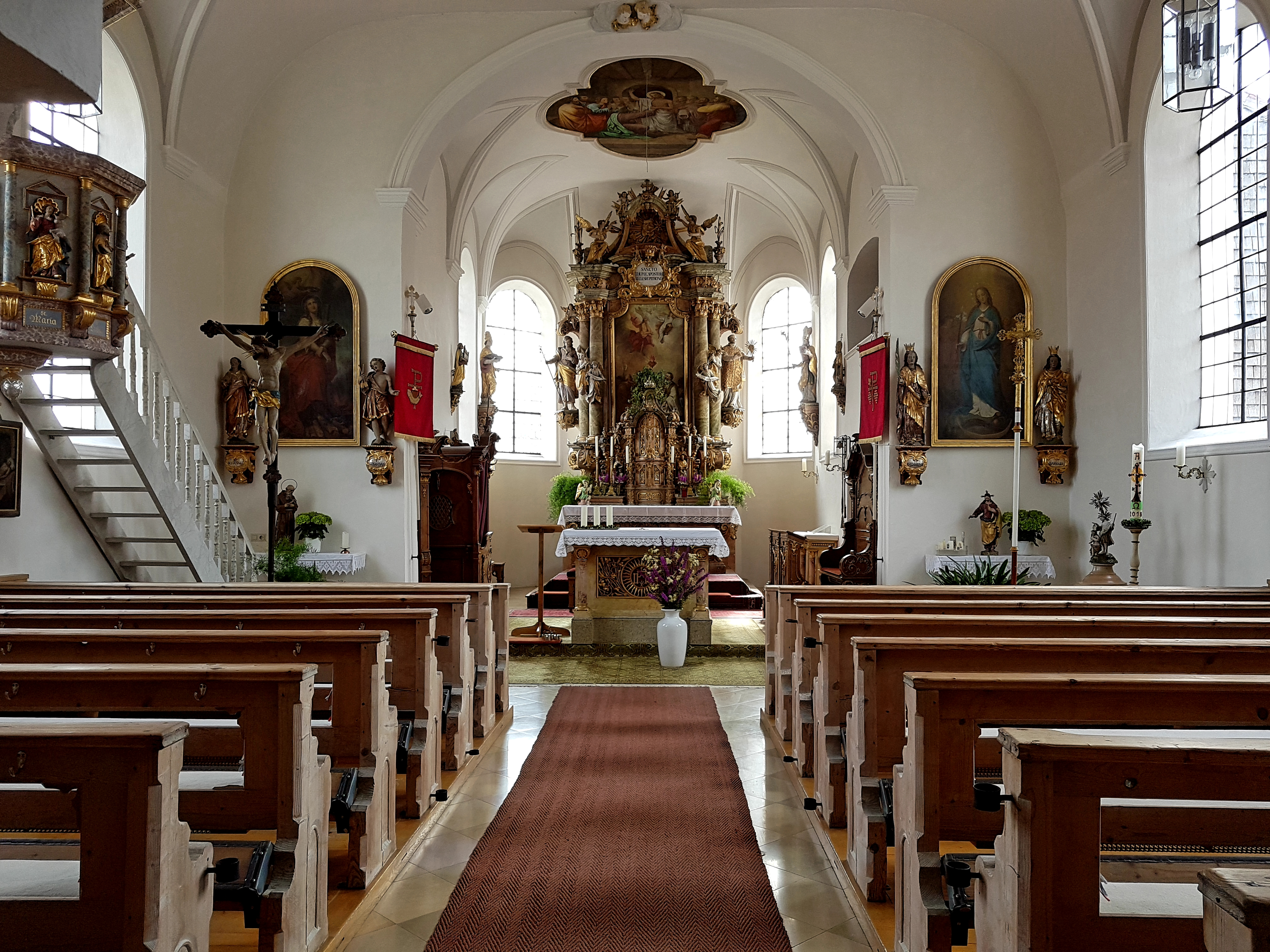
Ansicht vom Langhaus zum Altar

Die römisch-katholische Pfarrkirche St. Thomas steht in Remnatsried, einem Gemeindeteil von Stötten am Auerberg im schwäbischen Landkreis Ostallgäu von Bayern. Das Bauwerk ist in der Liste der Baudenkmäler in Stötten am Auerberg als Baudenkmal unter der Nr. D-7-77-171-27 eingetragen. Die Pfarrei gehört zum Dekanat Marktoberdorf des Bistums Augsburg.

## Beschreibung
Der Kirchturm auf quadratischem Grundriss stand ursprünglich vor der Fassade im Westen der 1469 geweihten Saalkirche. Der nördliche Teil des Langhauses wurde 1770 nach Westen verlängert und umschließt dadurch den Kirchturm im Norden. Zeitgleich wurde der eingezogene, dreiseitig geschlossene Chor im Osten neu gebaut. Der Kirchturm wurde mit einem achteckigen Geschoss aufgestockt, das die Turmuhr und den Glockenstuhl beherbergt, und mit einer Zwiebelhaube bedeckt.
Der Innenraum des Langhauses ist mit einem Stichkappengewölbe überspannt. Die Fresken hat Joseph Kober 1872 eingefügt. Im Chor ist der Apostel Thomas dargestellt, im Langhaus die Krönung Mariens. Der Hochaltar wurde in der ersten Hälfte des 18. Jahrhunderts gebaut. Die ihn flankierenden Statuen von Josef von Nazaret und Ignatius von Loyola werden Johann Pöllandt zugeschrieben. Ein Gemälde mit der Afra von Augsburg und der Unbefleckten Empfängnis stammt von Ferdinand Wagner. Die Orgel auf der Empore wurde 1948 von den Gebrüdern Hindelang gebaut.